# Epidendrum zunigae
Epidendrum zunigae là một loài thực vật có hoa trong họ Lan. Loài này được Hágsater, Karremans & Bogarín mô tả khoa học đầu tiên năm 2008.